# Pec
Pec là một làng thuộc huyện Domažlice, vùng Plzeňský, Cộng hòa Séc.